# 1992年バルセロナオリンピックのギリシャ選手団
1992年バルセロナオリンピックのギリシャ選手団（1992ねんバルセロナオリンピックのギリシャせんしゅだん）は、1992年7月25日から8月9日にかけてスペインのカタルーニャ州バルセロナで開催された1992年バルセロナオリンピックのギリシャ選手団、およびその競技結果。

## 概要
今大会は金メダル2個、合計2個のメダルを獲得した。

## メダル
| メダル | 選手名                 | 競技                 | 種目             |
| ------ | ---------------------- | -------------------- | ---------------- |
| 金     | パラスケビ・パトリドゥ | 陸上                 | 女子100mハードル |
| 金     | ピロス・ディマス       | ウエイトリフティング | 男子82.5kg級     |